# Dietersbachtal

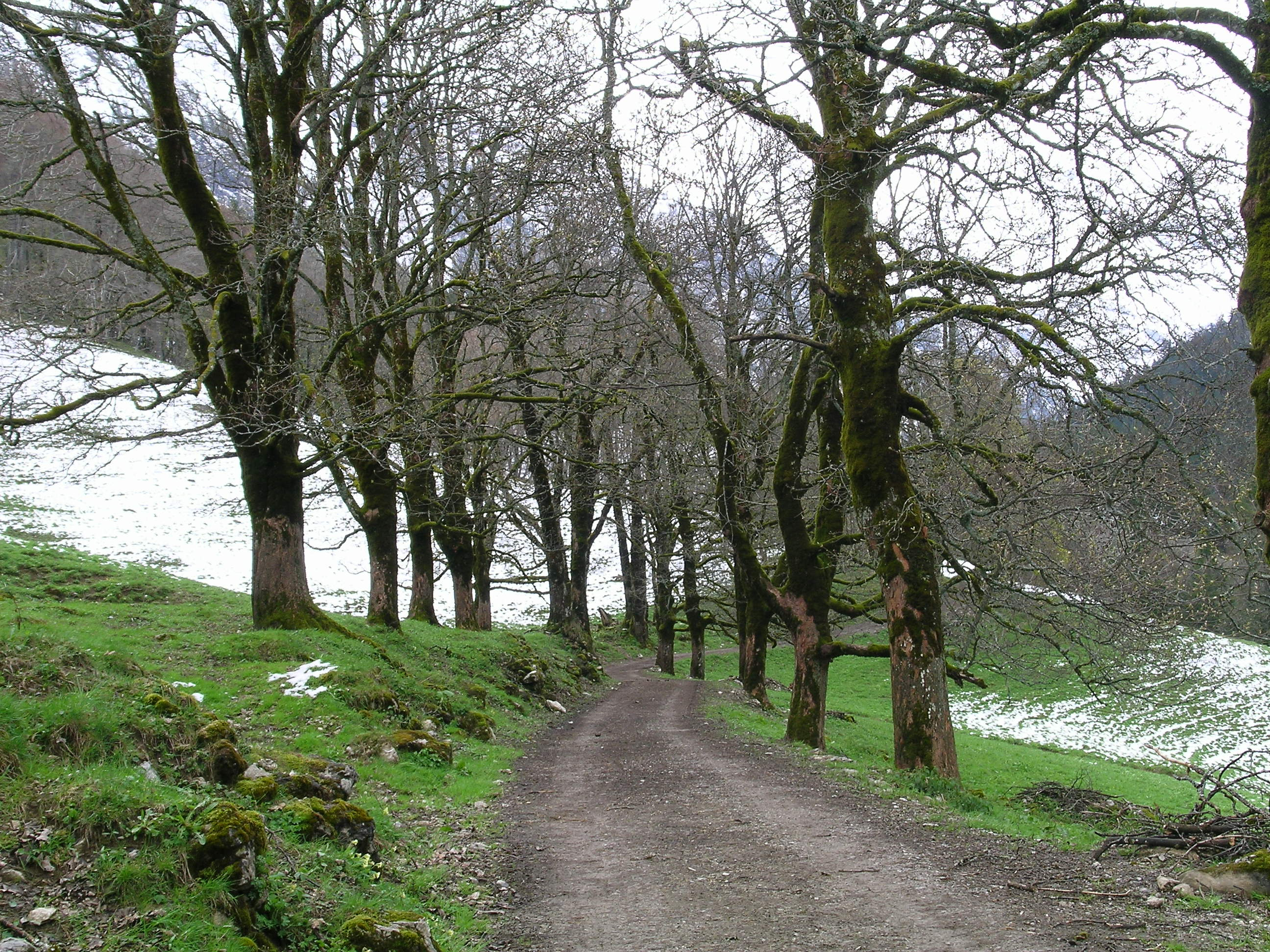
Dietersbachtal mit Weg zur Gerstrubner- und Dietersbachalpe

Das Dietersbachtal (auch Gerstrubertal) ist ein Seitental des Trettachtales bei Oberstdorf im Allgäu. Es wird nordöstlich von der 2259 m hohen Höfats und südwestlich vom 1961 m hohen Kegelkopf eingerahmt. Der unterhalb des Rauhecks entspringende Dietersbach mündet nach Verlassen des Tals über den Hölltobel in die Trettach. Ein beliebtes Ausflugsziel ist das ehemalige, 400 bis 500 Jahre alte, Bergbauerndorf Gerstruben. Ein Wanderweg führt von hier über den Hahnenkopf in das Oytal. Ein weiterer Wanderweg führt von Gerstruben über die Gerstrubner-Alp zur Dietersbach-Alp und von dort über den Älpelesattel und die Käser-Alp ins Oytal.
Es befinden sich an den Hängen noch naturnahe Wälder, die niemals völlig abgeholzt wurden. Daher wächst hier auf alten Bäumen auch noch die seltene Lungenflechte, die in Deutschland fast ausgestorben ist.

## Geschichte
Im Jahre 1892/93 verkauften alle neun ansässigen Bauern ihre Anwesen an eine Elektrizitätsgesellschaft. Sie  verließen das Tal, weil hier ein Speichersee errichtet werden sollte. Das Vorhaben wurde aber nicht realisiert. 1896 ging das Land in den Besitz des Freiherrn von Heyl über, der das Gebiet zur Jagd nutzte. 1953 verkaufte dessen Frau  das gesamte Gebiet an den Verein Oberstdorfer Rechtler, eine Vereinigung von Oberstdorfer Bürgern.

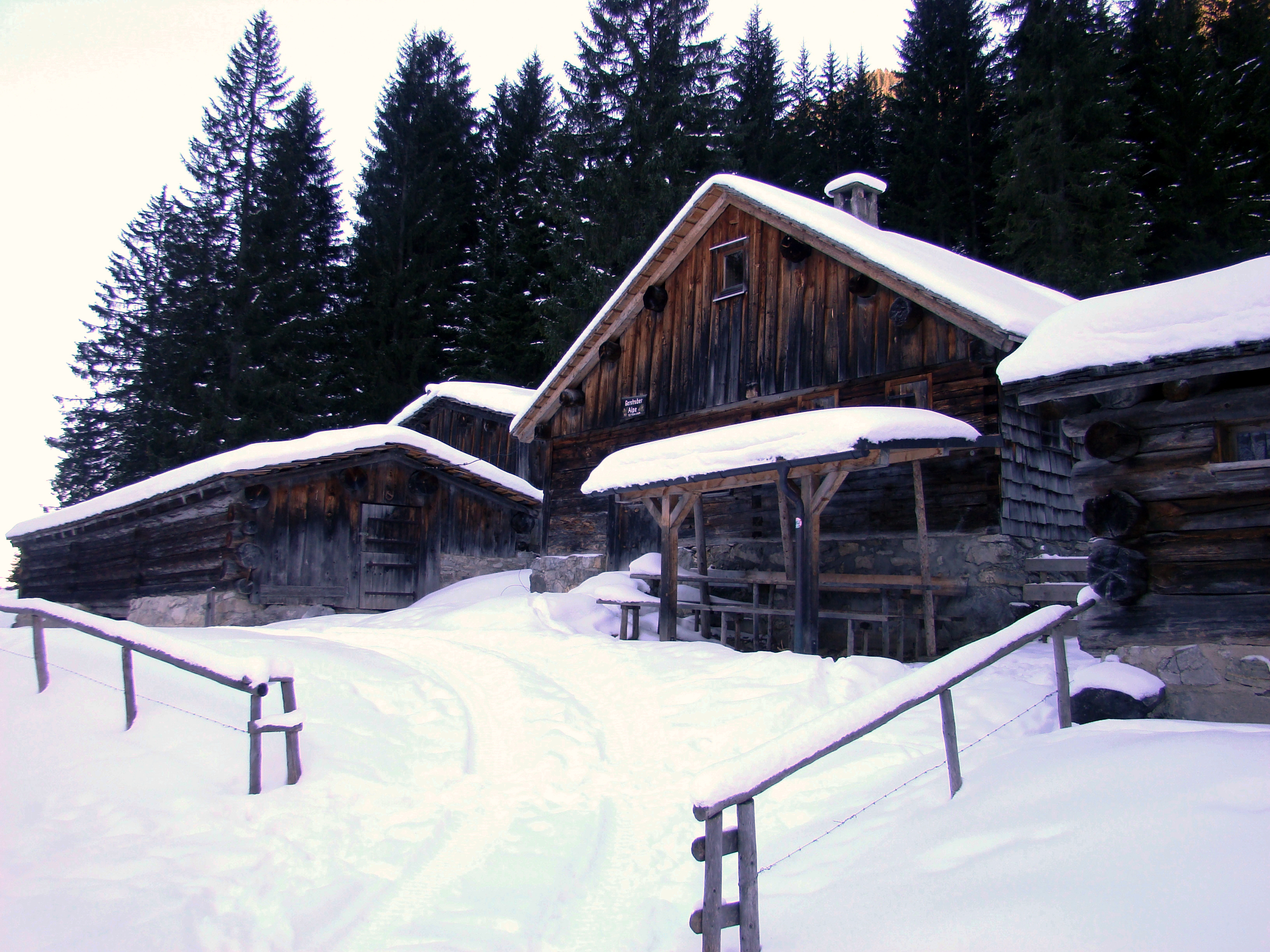
Gerstrubner Alp (1216 ü. NN)
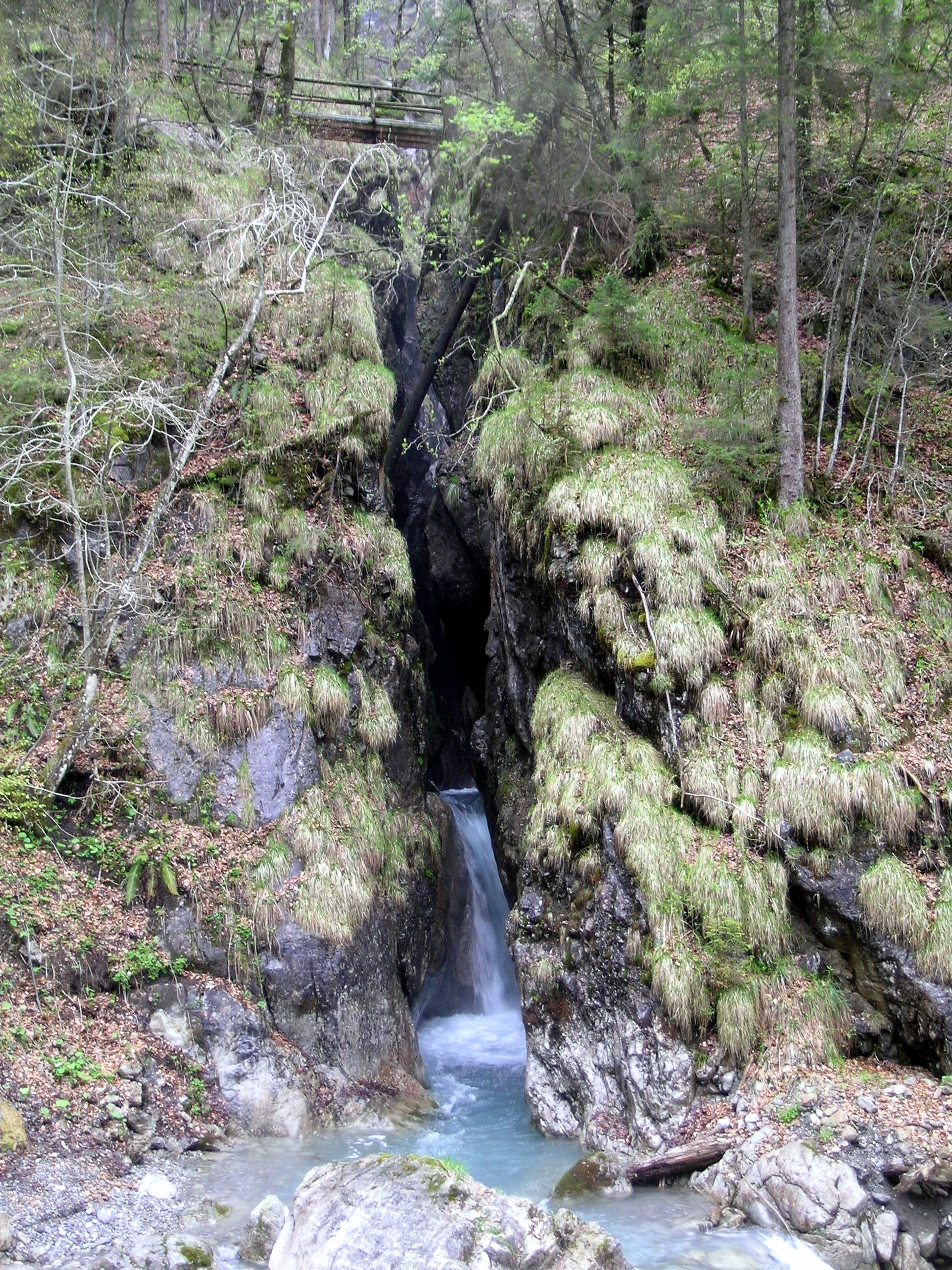
Der„Hölltobel“ am Ausgang des Dietersbachtals
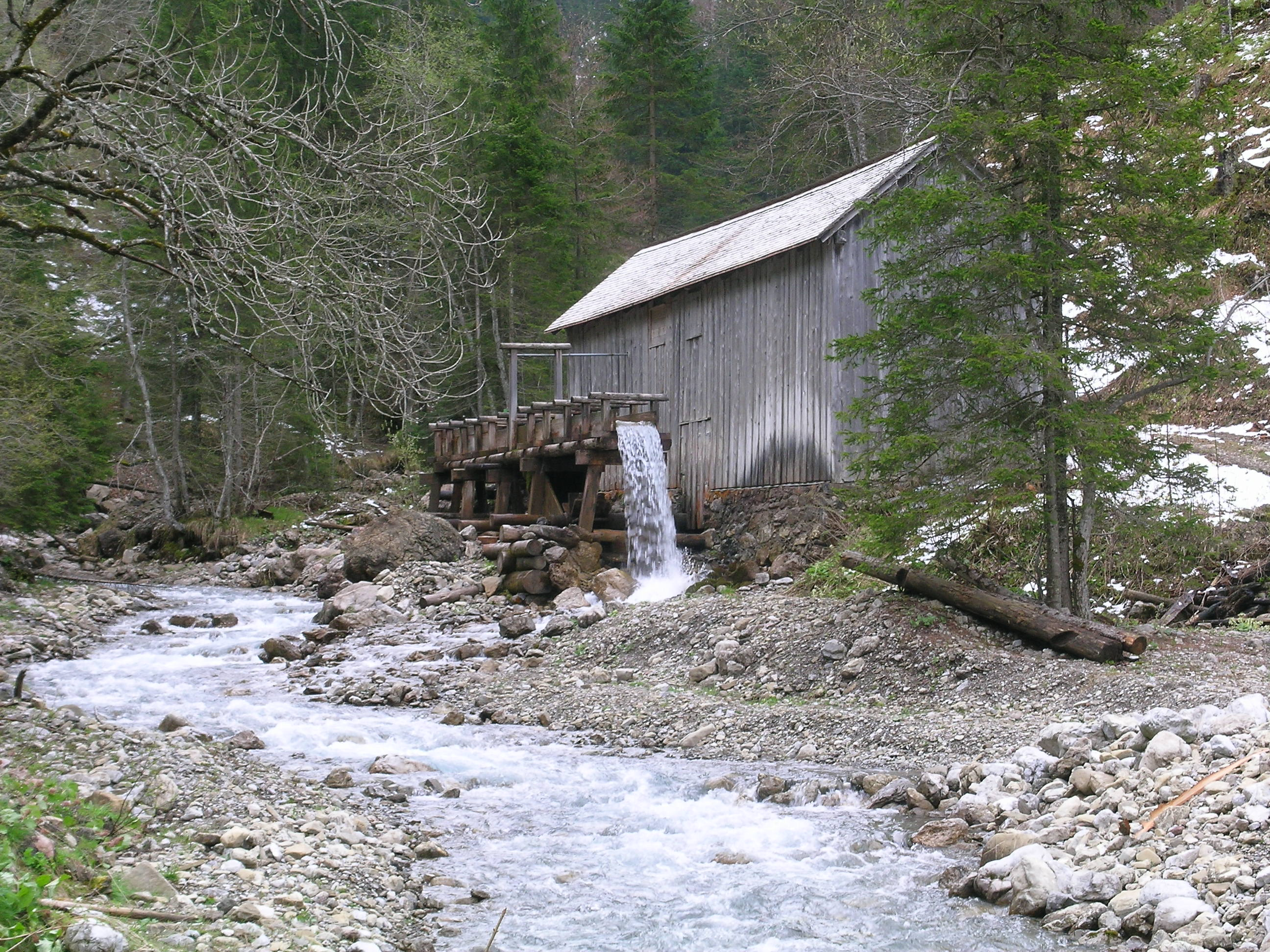
Historische Mühle im Dietersbachtal, nahe Gerstruben (renoviert)